# Moussa Saleh Batraki
Moussa Saleh Batraki, né le 4 novembre 1982 à N'Djamena est un haut fonctionnaire tchadien, ancien Ministre de l’Économie, de la Planification du Développement et de la Coopération internationale. Il est le Secrétaire Général de l’Organisation des États d’Afrique, des Caraïbes et du Pacifique (OEACP) depuis mars 2025.

## Biographie
Moussa Saleh Batraki nait le 4 novembre 1982 à N'Djamena. Il est diplômé d'un Master  en Science politique spécialité Relations internationales de l'institut d’études politiques de Bordeaux, puis d'un autre Master  en Gouvernance des institutions internationales spécialité Coopération internationale et développement de l'Université de Toulouse,.

### Parcours professionnel
Il a commencé sa carrière au sein des Nations Unis, où il a travaillé d'abord en qualité de spécialiste en Réforme du secteur de la sécurité, un programme d’appui de l’ONU à l'Union africaine. Puis en 2016,  il a été affecté dans son pays le Tchad en tant qu’expert de la Réforme du secteur de la sécurité au sein de la Force multinationale mixte.
En juin 2017, il sera à nouveau affecté à Madagascar où il travaillera pour le compte du Programme des Nations unies pour le développement  jusqu’en juillet 2019, avec un intermède de août 2017 à mars 2018 en République démocratique du Congo dans le cadre la mission de maintien de paix de l’ONU, la MONUSCO, au titre d’assistant spécial du Représentant spécial adjoint du SG de l’ONU. 
En Mai 2021, il est nommé par le Président Mahamat Idriss Déby comme conseiller technique à la Présidence de la République. Neuf mois plus tard, en février 2022 il est nommé Ministre des Affaires foncières du Développement de l'habitat et de l'Urbanisme dans le gouvernement de la transition dirigé par Pahimi Padacké Albert.  
En juillet 2022, il est nommé Ministre de l'Economie, de la Planification, du Développement et de la Coopération. Poste qu'il a occupé jusqu'à l'arrivée du gouvernement de Succès Masra où il cède sa place à Mahamat Assouyouti Abakar,.  
En mars 2025, à l'issue d'une assemblée générale de l’Organisation des États d’Afrique, des Caraïbes et du Pacifique (OEACP), l'ancien Ministre tchadien Moussa Saleh Batraki est élu Secrétaire général de cette Organisation, pour un mandat de cinq ans,,.